# Columela (gastrópode)

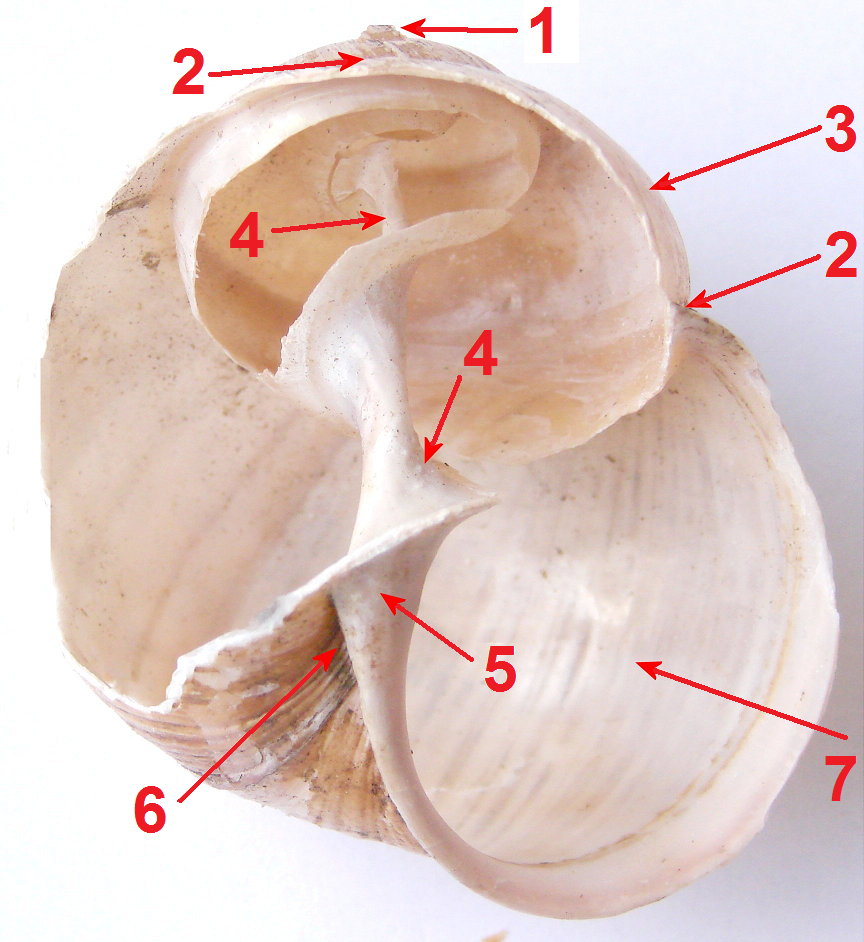
Nesta concha quebrada, a columela é indicada pelos números 4 e 5. O número 5 mostra onde a columela fica visível, também chamado de lábio interno, na abertura de uma concha inteira.

Nas conchas dos moluscos gastrópodes a columela é o eixo central: uma espécie de coluna interna retorcida que acompanha toda a espiral, em seu centro. Este eixo pode apresentar esculturas visíveis, que se apresentam por todo o seu desenvolvimento interno, denominadas pregas columelares (presentes em alguns gêneros como Voluta, Mitra, Marginella e Turbinella). Estas pregas podem ser vistas pela abertura. A parte visível da columela, em uma concha inteira, também pode ser denominada lábio interno. Alguns gêneros, como Cerithium, apresentam um calo columelar no lábio interno de suas conchas. Outros gêneros apresentam o interior da columela perfurado, formando um umbílico. Em alguns Caenogastropoda a columela pode se estender e formar um canal sifonal.

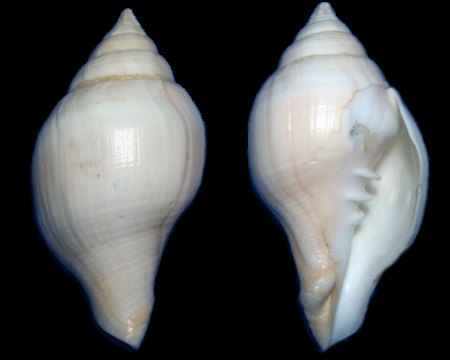
Exemplar de Turbinella laevigata, onde é possível a observação de três grossas pregas columelares na abertura de sua concha (à direita).
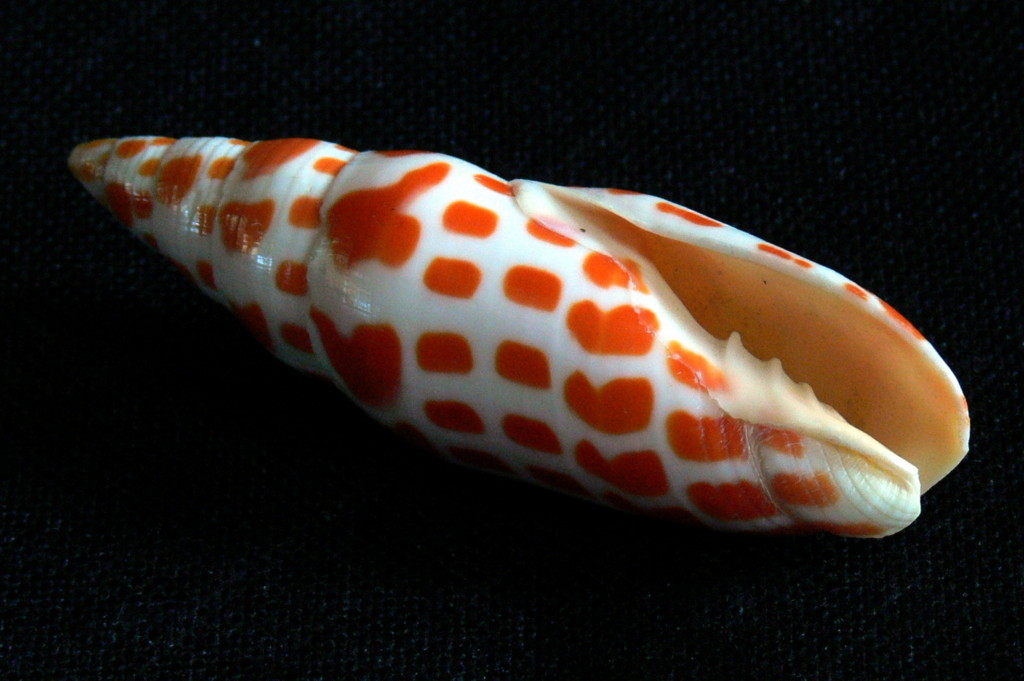
Pregas columelares no lábio interno de Mitra mitra.
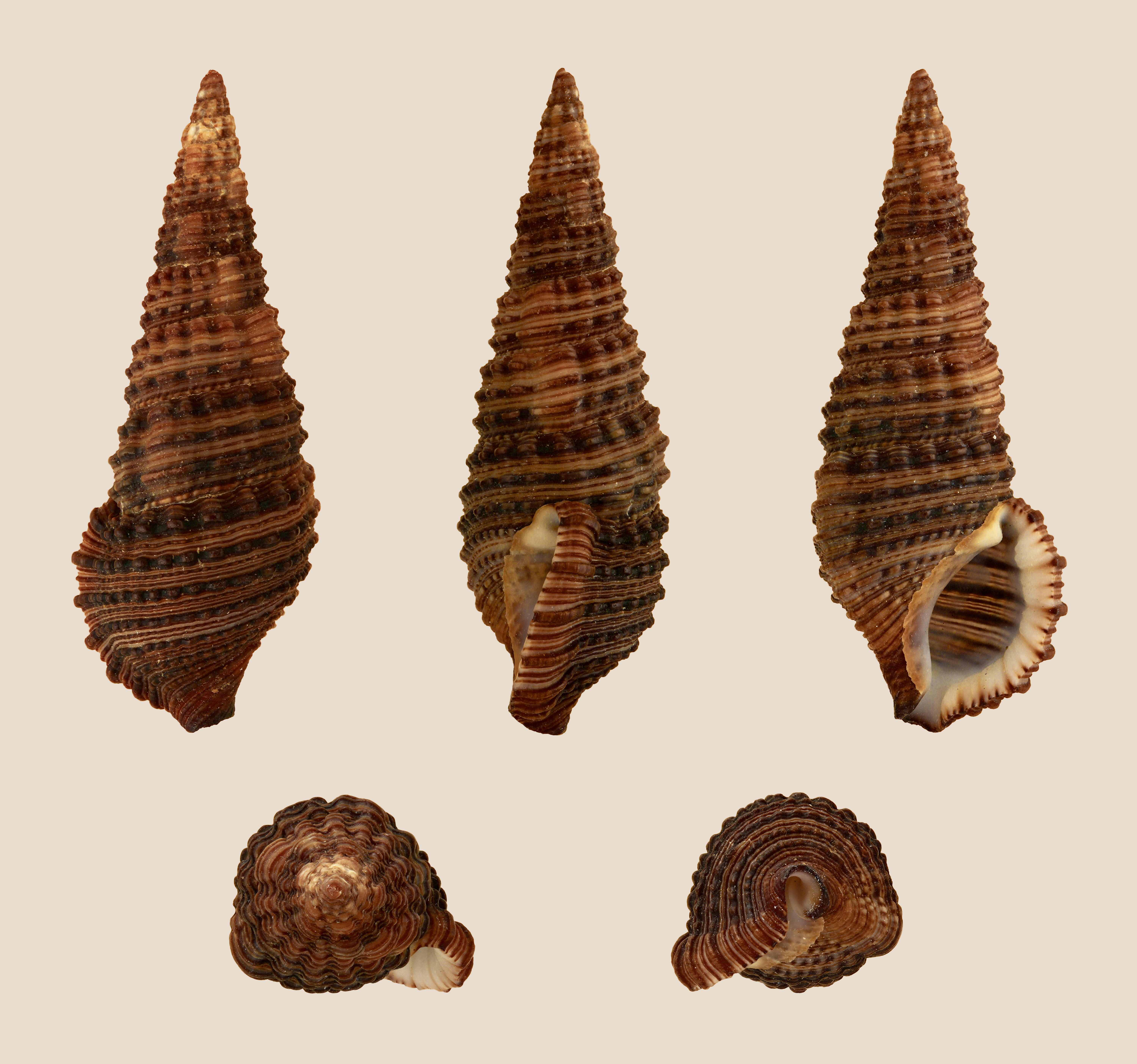
Exemplares de Cerithium coralium, onde é bem visível a observação do calo columelar na parte superior da abertura de sua concha (à direita).
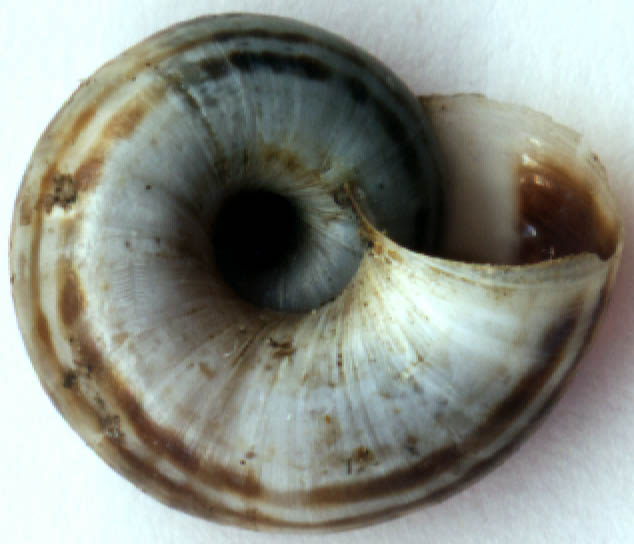
Umbílico bem visível, atravessando a columela por dentro, na espécie Xerolenta obvia.